# Szabó Ferenc (labdarúgó, 1956)
Szabó Ferenc (Celldömölk, 1956. január 4. –) labdarúgó, sportvezető.

## Pályafutása

### Klubcsapatban
Szülővárosban kezdte a labdarúgást és innen került Szombathelyre a Haladáshoz. 1972 és 1973 között szerepelt az ifjúsági válogatottban és felfigyeltek rá a Ferencvárosban is. 1974-től a Fradi játékosa lett és részese volt a következő idény KEK sikereinek, amikor a csapat a döntőbe jutott, és csak ott kapott ki a szovjet Gyinamo Kijevtől. Legemlékezetesebb mérkőzése is ezen az őszön volt: 1974. szeptember 25-én az Üllői úton a Rába ETO ellen, amikor a 6-1 győzelemből 5 góllal vette ki a részét. A következő idényekben már nem sikerült ilyen teljesítményt nyújtania és fokozatosan kiszorult az első csapatból. 1977-ben Szokolai Lászlóért elcserélték a Rába ETO-val, de itt sem lett alapember a csapatban, és az 1980–1981-es idényben rövid időre visszatért a Ferencvároshoz, ahol csereként szóhoz is jutott, így a bajnokcsapat tagja lett. A Fradiban összesen 159 mérkőzésen szerepelt (77 bajnoki, 44 nemzetközi, 38 hazai díjmérkőzés) és 79 gólt szerzett (29 bajnoki, 50 egyéb). A következő idénytől ismét a Szombathelyen játszott: három idényt a Haladásban, kettőt a Sabariában. Az aktív labdarúgást Celldömölkön fejezte be 1988-ban.

### Válogatottban
1972 és 1973 között 9 alkalommal szerepelt az ifjúsági válogatottban és 2 gólt szerzett. 1974-ben egyszeres olimpiai válogatott és egy gól szerzője. A válogatottban sohasem lépett pályára.

### Sportvezetőként
1989-től a kilencvenes évek közepéig a területi bajnokság illetve az NB III Bakony-csoportjának az igazgatója volt.

## Sikerei, díjai
- Magyar bajnokság
  - bajnok: 1975–1976, 1980–1981
  - 3.: 1974–1975, 1976–1977
- Magyar Népköztársasági Kupa
  - győztes: 1975–1976, 1978–1979
  - döntős: 1976–1977
- Kupagyőztesek Európa-kupája (KEK)
  - döntős: 1974–1975